# Studio One Presents Burning Spear
Studio One Presents Burning Spear – debiutancki album studyjny Burning Speara, jamajskiego wykonawcy muzyki reggae.
Płyta została wydana w roku 1973 przez Coxsone Records, wytwórnię Clementa "Sir Coxsone'a" Dodda, który zarejestrował nagrania w założonym przez siebie legendarnym Studiu One. Spearowi akompaniowali muzycy sesyjni z zespołu The Sound Dimensions (m.in. Leroy Sibbles, Lloyd Brevett, Lloyd Knibb, Roland Alphonso, Jackie Mittoo, Alton Ellis, Ernest Ranglin i Monty Alexander).
Album doczekał się dwóch reedycji wydanych przez Studio One: najpierw na płycie winylowej w roku 1980, a następnie także w postaci płyty CD w roku 1998.

## Lista utworów

### Strona A
1. "Ethiopians Live It Out"
2. "We Are Free"
3. "Fire Down Below"
4. "Creation Rebel"
5. "Don't Mess With Jill"
6. "Down By The Riverside"

### Strona B
1. "Door Peep Shall Not Enter"
2. "Pick Up The Pieces"
3. "Get Ready"
4. "Journey"
5. "Them A Come"
6. "He Prayed"